# Teplicko-Adršpašské Skály
Teplicko-Adršpašské Skály är en klippa i Tjeckien.   Den ligger i regionen Hradec Králové, i den nordöstra delen av landet, 140 km öster om huvudstaden Prag. Teplicko-Adršpašské Skály ligger 539 meter över havet.
Terrängen runt Teplicko-Adršpašské Skály är kuperad västerut, men österut är den platt. Terrängen runt Teplicko-Adršpašské Skály sluttar österut. Runt Teplicko-Adršpašské Skály är det ganska tätbefolkat, med 72 invånare per kvadratkilometer. Närmaste större samhälle är Trutnov, 17,8 km väster om Teplicko-Adršpašské Skály. Omgivningarna runt Teplicko-Adršpašské Skály är en mosaik av jordbruksmark och naturlig växtlighet.